# 1705 Tapio
1705 Tapio è un asteroide della fascia principale del diametro medio di circa 10,68 km. Scoperto nel 1941, presenta un'orbita caratterizzata da un semiasse maggiore pari a 2,2996578 UA e da un'eccentricità di 0,2457654, inclinata di 7,70314° rispetto all'eclittica.
L'asteroide prende il nome dallo spirito guardiano della foresta presente nel poema finlandese Kalevala. Inoltre Tapio è un comune nome maschile in Finlandia.